# Curtonotum punctithorax
Curtonotum punctithorax är en tvåvingeart som beskrevs av Fischer 1933. Curtonotum punctithorax ingår i släktet Curtonotum och familjen Curtonotidae. Inga underarter finns listade i Catalogue of Life.